# Avenida Manuel Antonio Matta (Santiago de Chile)
La avenida Manuel Antonio Matta, llamada comúnmente avenida Matta, es una antigua e importante calle de la ciudad de Santiago de Chile, ubicada en la comuna de Santiago, cercana al centro. Tiene una extensión de aprox 3 km en dirección oriente a poniente, cruzada por otras importantes avenidas.
Debe su nombre al gran empresario minero, político, parlamentario, diplomático e intelectual copiapino Manuel Antonio Matta.
Fue conocida también como Alameda de los Monos porque en su bandejón central tuvo originalmente estatuas conmemorativas de las cuatro estaciones y otras réplicas de famosas estatuas griegas.
Comienza en su extremo oriente en el cruce con calle San Eugenio (como continuación de la avenida Grecia) y termina en la intersección con avenida Viel en la comuna de Santiago (continúa en El Parque y  avenida Tupper). Su recorrido es mayoritariamente de uso comercial, aunque hay ciertos puntos de viviendas o edificios domiciliarios.

## Infraestructura
Se encuentra pavimentada y cuenta con cuatro pistas a ambos sentidos (2 para vehículos particulares y 2 para el transporte público). También posee un hermoso gran bandejón central donde se encuentran añosos árboles, arbustos, plantas, flores y una ciclovía. Es un lugar ideal para salir a correr o ir en bicicleta.
En 2008 la presidenta Michelle Bachellet encabezó la inauguración de las obras de repavimentación de la avenida Matta; también fue remozado el parque central, que ahora incluye una ciclovía. 
La avenida goza de una arquitectura interesante. A principios del siglo XX fue un sector muy cotizado por familias de clase media y alta, cuyas casonas aún se pueden admirar. Zona especialmente escogida para vivir por las familias judías inmigrantes, avenida Matta vio crecer sus negocios, que ahora son importantes empresas. Se puede apreciar la sinagoga Bikur Jolim, en la esquina con Santiago Concha.
Cercana a hospitales, clínicas privadas, bancos y un fluido comercio especializado, avenida Matta siempre ha sido cotizada por las constructoras.

## Intersecciones

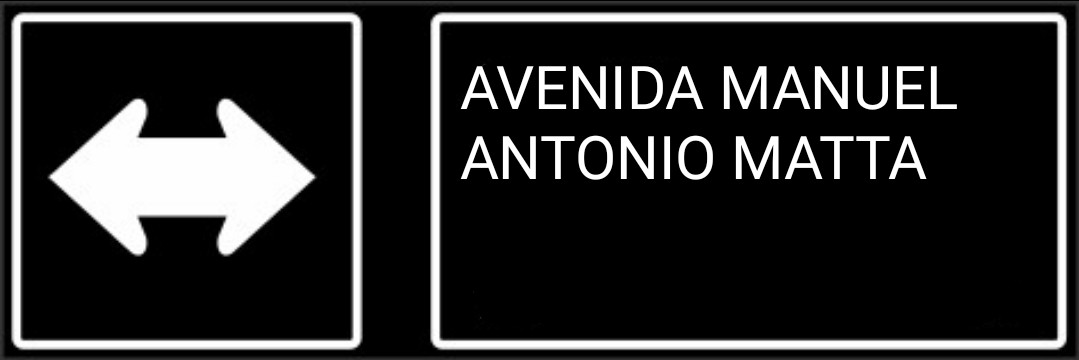
Señalética vial de Avenida Matta.

Se interseca con calles importantes de la ciudad de Santiago:
- Avenida Viel (en su extremo poniente, por donde pasa la Línea 2 del Metro de Santiago y se encuentra la estación Parque O'Higgins)
- Calle San Ignacio
- Calle Lord Cochrane
- Calle Nataniel Cox
- Calle San Diego (continuación de la Gran Avenida José Miguel Carrera)
- Calle Arturo Prat
- Calle San Francisco
- Avenida Santa Rosa (donde se encuentra la parroquia de Laura Vicuña y por donde se encuentra la estación Matta de la Línea 3)
- Santiago Concha (donde se encuentra la antigua sinagoga Bikur Jolim)
- Calle San Isidro (donde se encuentra la Décima Compañía del Cuerpo de Bomberos de Santiago, Bomba España)
- Carmen
- Lira
- Calle Madrid (Barrio Madrid)
- Avenida Portugal
- Avenida Vicuña Mackenna
- Avenida Bustamante por donde se encuentra la Línea 5 del Metro de Santiago, Irarrázaval)
- San Eugenio, intersección donde cambia su nombre a avenida Grecia (Ñuñoa)

Su continuación con el nombre de Matta Oriente corre paralela a avenida Grecia y José Domingo Cañas, de principal presencia domiciliaria.